# Гоштинари-Вакарешти (Ђурђу)
Гоштинари-Вакарешти (рум. Goştinari-Văcăreşti) насеље је у Румунији у округу Ђурђу. Oпштина се налази на надморској висини од 39 m.

## Становништво
Према подацима из 2011. године у насељу је живело 2720 становника.